# Placówka Straży Celnej „Wyżłów”

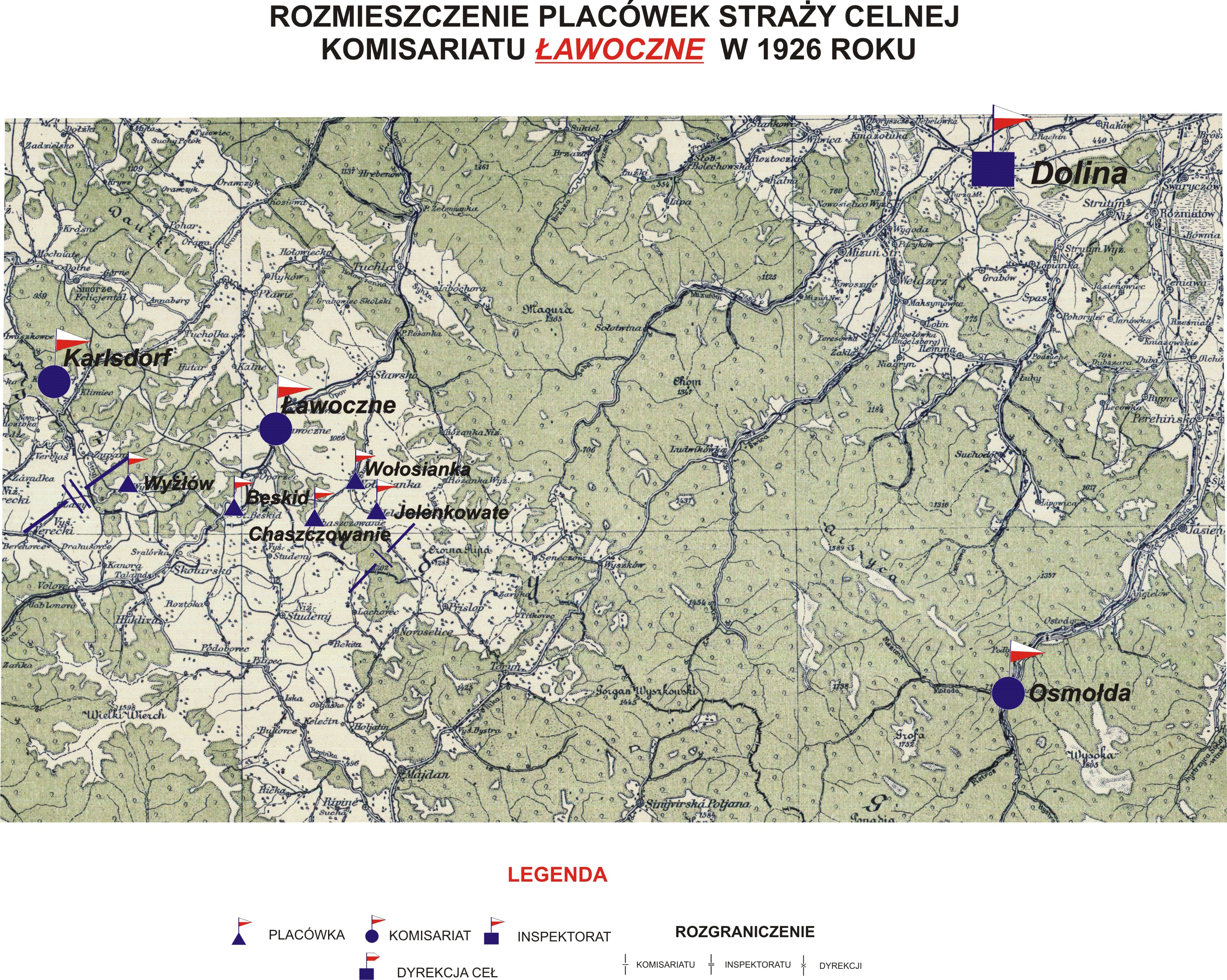
Rozmieszczenie placówek SC Komisariatu Ławoczne w 1926 r.

Placówka Straży Celnej „Wyżłów” – jednostka organizacyjna Straży Celnej pełniąca w okresie międzywojennym służbę ochronną na granicy polsko-czechosłowackiej.

## Formowanie i zmiany organizacyjne
Na wniosek Ministerstwa Skarbu, uchwałą z 10 marca 1920 roku, powołano do życia Straż Celną. Jednostki Straży Celnej rozpoczęły przejmowanie odcinków granicy od pododdziałów Batalionów Celnych. W 1921 roku w Oporcu stacjonował sztab 1 kompanii, a w Pawocznej sztab 4 kompanii 12 batalionu celnego. Kompanie wystawiały między innymi placówkę w Wyżłowie. Proces tworzenia Straży Celnej trwał do końca 1922 roku. Placówka Straży Celnej „Wyżłów” weszła w podporządkowanie komisariatu Straży Celnej „Ławoczne” z Inspektoratu SC „Dolina”.
W drugiej połowie 1927 roku przystąpiono do gruntownej reorganizacji Straży Celnej. W praktyce skutkowało to rozwiązaniem tej formacji granicznej. Ochronę północnej, zachodniej i południowej granicy państwa przejęła powołana z dniem 2 kwietnia 1928 roku Straż Graniczna.
Rozkazem nr 5 z 16 maja 1928 roku w sprawie organizacji Małopolskiego Inspektoratu Okręgowego dowódca Straży Granicznej gen. bryg. Stefan Pasławski powołał komisariat Straży Granicznej „Sławsko”, a 8 września 1828 dowódca Straży Granicznej rozkazem nr 6  w sprawie organizacji Małopolskiego Inspektoratu Okręgowego podpisanym w zastępstwie przez mjr. Wacława Szpilczyńskiego powołał placówkę Straży Granicznej I linii „Wyżłów”.

## Funkcjonariusze placówki
Kierownicy placówki
| stopień    | imię i nazwisko, numer | okres pełnienia służby | kolejne stanowisko |
| ---------- | ---------------------- | ---------------------- | ------------------ |
| przodownik | Jan Czwojdziński (89)  | był w 1926             |                    |

Obsada personalna placówki w 1926:
- przodownik Jan Czwojdziński (89)
- starszy strażnik Władysław Sołtysiak (349)
- starszy strażnik Stanisław Dobrochowski (928)
- strażnik Stanisław Mróz (828)
- strażnik Józef Pilarski (927)
- strażnik Ludwik Matysiak (827)
- strażnik Marcin Majusiak (933)
- strażnik Michał Muszyński (932)
- strażnik Jan Grell (800)